# Mickaël Larpe
Pour les articles homonymes, voir Larpe.
Mickaël Larpe, né le 30 août 1985 à Saint-Michel-d'Entraygues (Charente), est un coureur cycliste français. Membre à part entière de l’équipe de France espoir durant les saisons 2006 et 2007. Il participera à différents championnats d’Europe et du monde. Professionnel de 2006 à 2010. Il fut suspendu en raison d'un contrôle antidopage en 2010 positif à l'EPO avant de reprendre la compétition en élite début 2012.

## Biographie
Mickaël Larpe naît le 30 août 1985 à Saint-Michel dans le département de la Charente. Il est le fils de Michel Larpe, ancien cycliste professionnel. Son frère Sébastien est également coureur cycliste amateur.
Lors de la saison 2005, alors coureur au Cycle Poitevin, il se révèle en remportant notamment le Circuit des monts du Livradois, Paris-Vierzon et une étape du Tour du Béarn (Challenge national espoir).
En août 2006, il est stagiaire dans l'équipe Agritubel. Il est sélectionné à multiples reprise en équipe de France. Il se fracture la cheville lors du Regio-Tour lorsqu’il est stagiaire professionnel dans l’équipe Agritubel.
En 2007, il rejoint l'équipe Roubaix Lille Métropole où il reste jusqu'en 2010.
En octobre 2008, il se fait opérer de l'artère iliaque, un problème lui ayant perturbé ses saisons 2007 et 2008. Malgré tout il obtiendra une seizième place au championnat du monde espoir 2007 à Stuttgart (Allemagne).
En 2009, il reprend la compétition malgré la rééducation due à l'opération. Il obtient la deuxième place du Grand Prix de Plumelec-Morbihan, une manche de Coupe de France, la troisième place des Boucles de l'Aulne et la quatrième place du Tour du Limousin.
En mars 2010, il fait l'objet d'un contrôle antidopage positif à l'EPO lors de Cholet-Pays de Loire. Ce résultat est annoncé en mai, simultanément à son interpellation suivie de sa mise en examen pour établissement de fausses ordonnances médicales, escroquerie, vol et cession ou usage de produits dopants,. Son frère Sébastien et son père Michel sont mis également mis en examen, pour escroquerie par usage de fausses ordonnances aux fins d'obtenir la délivrance de produits dopants et détention de produits dopants pour le premier, et pour administration, facilitation ou incitation à l'usage de produits dopants pour le second. Il est suspendu de compétition à titre provisoire en raison de son contrôle positif à l'EPO. En septembre 2010, l'organe disciplinaire de la Fédération française de cyclisme prononce à son encontre une suspension de deux ans. Sa suspension prend fin en novembre 2011.
En 2012, Mickaël Larpe reprend la compétition en élite à l'A.PO.GÉ U Charente-Maritime. Il obtient sa première victoire au Tour du Pays d'Aigre en mars. Il remportera cette saison la 25 victoires.
Il terminera 3ieme au classement national Directvelo.
Lors de la saison 2013 Il remportera 21 victoires. Il terminera 4ieme au classement national Directvelo. Il remportera accessoirement le classement du Challenge du Boischaut-Marche à la fin des saisons 2014 et 2015.
En septembre 2017, il est dans un premier temps suspendu 6 mois pour s'être présenté en retard à un contrôle antidopage le 9 février 2017 et ce bien que les résultats du contrôle ait été négatifs. Il est finalement relaxé pour cette affaire par l'Agence française de lutte contre le dopage en décembre,.
Le site cyclisme-dopage.com relaie un article de Directvélo dans lequel le coureur donne sa version des faits, il y souligne qu'il a été contrôlé une centaine de fois depuis se retour à la compétition après sa suspension de deux ans,.
Il rejoindra l’équipe de Chartres cyclisme pour les saisons 2019 et 2020.

## Palmarès
| - 2003 - 3e du Trophée de la Ville de Châtellerault - 2004 - Prix de Beauchabrol - 2005 - Circuit des Monts du Livradois - Tour du Pays d'Aigre - 3e étape du Tour du Béarn - Paris-Chalette-Vierzon - 2e du Tour du Béarn - 3e du Tour des Cantons de Mareuil-Verteillac - 3e du Tour du Canton de Châteaumeillant - 2006 - Prix de la Saint-Laurent Espoirs - Tour du Canton de Dun-le-Palestel - 2e de Bordeaux-Saintes - 2e du Grand Prix d'Availles-Limouzine - 3e du Grand Prix de Montamisé - 2007 - Deux-Sévrienne (contre-la-montre par équipes) - 2008 - Tour du Labourd - Grand Prix d'Availles-Limouzine - 2e du Grand Prix U - 2e du championnat du Poitou-Charentes - 2009 - 2e du Grand Prix de Plumelec-Morbihan - 3e des Boucles de l'Aulne - 3e de Nantes-Segré - 2012 - Tour du Pays d'Aigre - La Durtorccha - 1re étape du Critérium des Deux Vallées - Tour du Canton du Pays Dunois - Ronde du Queyran - Prix Gérard Gauthier - Grand Prix de Nersac - Nocturne des Remparts - Circuit des Monts du Livradois - Grand Prix de la Gerbe Savoyarde - Grand Prix de Ruelle-sur-Touvre - Grand Prix de L'Isle-d'Espagnac - Prix de la Saint-Jean - 3e étape du Tour de la CABA - Nocturne de Soyaux - Tour du Canton de Gentioux - Prix de Saint-Agnant-de-Versillat - Grand Prix d'Oradour-sur-Vayres - Grand Prix de Puy-l'Évêque - Prix d'Eymouthiers - Grand Prix de Cherves - Ronde de Marçay - Tour du Canton de Vouneuil-sur-Vienne - Prix d'Automne de La Rochefoucauld - 1re étape du Tour Val de Saintonge - 2e du Circuit de l'Essor - 2e de la Classic Jean-Patrick Dubuisson - 2e du Grand Prix de Chasseneuil-du-Poitou - 2e du Grand Prix de la Trinité - 2e de la Route d'Or du Poitou - 2e du Tour du Piémont pyrénéen - 3e du Critérium des Deux Vallées - 3e de Châteauroux-Limoges - 3e de la Classique Champagne-Ardenne - 3e du Tour du Lot-et-Garonne - 2013 - Champion du Poitou-Charentes - 1re étape du Trophée de l'Essor - Châteauroux-Limoges - Grand Prix des Fêtes de Coux-et-Bigaroque - Châlus (CDF DN3) - Circuit du Pays d'Argentat - Grand Prix de Luchapt - 1re étape du Tour Val de Saintonge - Grand Prix de Nersac - Grand Prix de L'Isle-d'Espagnac - Grand Prix de Saint-Yrieix-la-Perche - Grand Prix de Nedde - Grand Prix de Marthon - Grand Prix de Puy-l'Évêque - Grand Prix d'Authon-Ebéon - Tour du Piémont Pyrénéen : - Classement général - 2e étape - Prix Antonin Reix - Tour du Canton du Pays Dunois - 2e de la Ronde du Pays basque - 2e du Grand Prix de la ville de Buxerolles - 2e du Circuit des Vins du Blayais - 2e de la Route d'Or du Poitou - 2e de la Ronde Mayennaise - 2e du Challenge du Boischaut-Marche - 3e du Grand Prix d'Oradour-sur-Vayres - 3e du Grand Prix d'Availles-Limouzine - 3e du Grand Prix des Grattons - 3e du Tour du Canton de Châteaumeillant | - 2014 - Challenge du Boischaut-Marche - Prix de Vendeuvre-du-Poitou - Grand Prix de Nersac - Nocturne des Remparts d'Angoulême - Nocturne de Soyaux - Prix de Peyrat-le-Château - Grand Prix d'Oradour-sur-Vayres - Grand Prix de Faux-la-Montagne - Grand Prix d'Authon-Ebéon - Grand Prix des Grattons - Prix des Vins Nouveaux - 2e de Vassivière-Limoges - 2e du Grand Prix des Fêtes de Cénac-et-Saint-Julien - 2e de la Rouillon à Travers la Sarthe - 2015 - Challenge du Boischaut-Marche - Boucles du Causse Corrézien - Grand Prix des Fêtes de Cénac-et-Saint-Julien - 2e étape du Critérium des Deux Vallées - 1re étape des Boucles de Haute-Vienne - Grand Prix de la ville de Buxerolles - Ronde du Queyran - Grand Prix de la Trinité - Nocturne des Remparts d'Angoulême - La Felletinoise - Grand Prix d'Oradour-sur-Vayres - Prix Albert-Gagnet - Grand Prix de Villejésus - 2e étape du Tour du Piémont Pyrénéen - 2e étape du Tour des Landes - Circuit des Deux Ponts - Mémorial d'Automne - Souvenir Georges-Dumas - Prix des Vendanges à Maisonnais - 2e du Prix des Vins Nouveaux - 3e du Grand Prix Christian Fenioux - 3e du Tour du Piémont Pyrénéen - 3e du Grand Prix des Grattons - 2016 - Champion d'Aquitaine sur route - Tour du Pays d'Aigre - Grand Prix des Fêtes de Cénac-et-Saint-Julien - 2e étape du Critérium des Deux Vallées - Prix de la Ville du Mont Pujols - Grand Prix des Fêtes de Coux-et-Bigaroque - Grand Prix de Nersac - Ronde du Queyran - Grand Prix de Chasseneuil-du-Poitou - Tour de la Communauté de communes de Lucé - Grand Prix de Saumur - Grand Prix de Monpazier - Grand Prix d'Oradour-sur-Vayres - Prix Albert-Gagnet - Route d'Or du Poitou - Grand Prix du Chabanou - 2e de la Ronde du Pays basque - 2e de l'Essor Basque - 2e du Tour du Canton du Pays Dunois - 2e du Grand Prix de Tours - 2e de Vassivière-Feytiat - 3e des Boucles de l'Essor - 3e du Mémorial d'Automne - 2017 - Grand Prix de Ladiville - Grand Prix des Fêtes de Coux-et-Bigaroque - Ronde du Queyran - 2018 - Ronde de la Côle - Grand Prix des Eyzies-de-Tayac-Sireuil - 2e du Tour de la Charente Limousine - 2e du Grand Prix de Montamisé - 2019 - Trophée Souvenir Gilbert Cuménal - Ronde de Queyran - Critérium National de Razac-sur-l'Isle - Nocturne de Jarnac - 2e du Prix de la Ville du Mont Pujols - 3e du Circuit Boussaquin - 2020 - 3e de Bordeaux-Saintes |  |

## Classements mondiaux
| Année           | 2006   | 2007   | 2008 | 2009 |
| --------------- | ------ | ------ | ---- | ---- |
| UCI Europe Tour | 1 332e | 1 272e |      | 164e |